# Über die Barrikaden
Über die Barrikaden (englischer Originaltitel Across the Barricades) ist ein Jugendroman der schottischen Schriftstellerin Joan Lingard, der im Jahr 1972 beim Verlag Hamish Hamilton veröffentlicht wurde. Die deutsche Erstausgabe in der Übersetzung von Cornelia Krutz-Arnold erschien 1986 beim Maier Verlag. Das Buch ist die Fortsetzung des Romans Der zwölfte Juli. Die Geschichte des Paares Kevin und Sadie wurde von der Autorin bis zum Jahr 2006 in vier weiteren Bänden fortgeführt.

## Inhalt
Als Kinder haben Kevin und Sadie gegeneinander gekämpft, bis sie schließlich Freunde wurden und sich dann doch wieder aus den Augen verloren. Drei Jahre später treffen sich der katholische Kevin McCoy und die protestantische Sadie Jackson zufällig wieder und verlieben sich ineinander. Das wäre nichts weiter Ungewöhnliches, würde die Geschichte nicht Anfang der 1970er Jahre im nordirischen Belfast spielen, wo die beiden religiösen Lager mit unerbittlichem Hass aufeinander treffen. Seit britische Soldaten nach Belfast gekommen sind, gehören Barrikaden, Schießereien und Bombenanschläge zum Alltag. Und so dauert es nicht lange, bis die Freundschaft der beiden zu Spannungen zwischen den beiden Familien führt und ihre Beziehung gewaltsame Konsequenzen hat: Kevin wird zusammengeschlagen, er wird von einer früheren Freundin verleumdet und dadurch arbeitslos, und im manipulierten Auto von Sadies ehemaligen und mittlerweile pensionierten Lehrer Mr. Blake, in dem Kevin und Sadie einen der wenigen verständnisvollen Freunde finden, entgehen sie nur knapp einem tödlichen Unfall. Als Mr. Blake schließlich in seinem Haus bei einem Brandanschlag ums Leben kommt und auch die Ladenbesitzerin Mrs. McConkey ermordet wird, hält das junge Liebespaar nichts länger in Belfast und die beiden wandern nach England aus.

## Rezeption
Kate Angew schreibt in ihrer Buchrezension: „Diese dramatische Geschichte regt zum Nachdenken an und erkundet die Auswirkungen politischer und gesellschaftlicher Ereignisse auf die Menschen. Die Handlung spielt in katholischen und protestantischen Haushalten, sodass der Leser die Gemeinsamkeiten und Unterschiede der feindlichen Lager erkennen kann. Aufgelockert wird die fesselnde Handlung durch immer wieder aufblitzenden schwarzen Humor in Form von schlagfertigen Antworten und viel Ironie.“ Die Westdeutsche Allgemeine Zeitung befindet: „Joan Lingard aus Edinburgh schrieb diese Geschichte […] als Folgeband einer ersten erfolgreichen Erzählung Der zwölfte Juli, um bereits Kindern ab zwölf Jahren die komplizierte Welt der Nordiren nahezubringen. Ihr gelingt es, die Zerrissenheit der Gefühlswelt dieser beiden jungen Leute so zu schildern, dass nicht nur eine spannende Geschichte erzählt, sondern zugleich auch das Verständnis für die tiefwurzelnde Spaltung der Nordiren in Protestanten und Katholiken geweckt wird. Ein kurzer historischer Abriss erläutert im Anhang die wichtigsten Daten.“ Der nordirische Autor Jan Carson schreibt im Nachruf zum Tod der Autorin Joan Lingard über die Kevin und Sadie-Reihe: „Sie waren meine allererste Erfahrung mit Charakteren, die so wie ich waren und aus demselben Teil der Welt kamen wie ich. Lingard spielte eine enorm wichtige Rolle dabei, so viele von uns nordirischen Künstlern daran zu erinnern, dass unsere Geschichten berechtigt, interessant und lesenswert sind.“

## Auszeichnungen
Über die Barrikaden wurde 1986 mit dem Buxtehuder Bullen ausgezeichnet.

## Referenzen
Über die Barrikaden ist in dem literarischen Nachschlagewerk 1001 Kinder- und Jugendbücher – Lies uns, bevor Du erwachsen bist! für die Altersstufe 12+ Jahre enthalten.

## Ausgaben
- Across the Barricades. Hamish Hamilton Children's Books, London 1972 (englisch).
- Über die Barrikaden. Otto Maier, 1986.